# Gennadas crassus
Gennadas crassus är en kräftdjursart som beskrevs av Tirmizi 1960. Gennadas crassus ingår i släktet Gennadas och familjen Benthesicymidae. Inga underarter finns listade i Catalogue of Life.